# Alfabeto khudabadi
El alfabeto khudabadi es un alfabeto de la familia bráhmica  utilizado sobre todo por parte de los sindis de la India para escribir el idioma sindi. También se conoce como hathvanki (o warangi). El khudabadi es uno de los cuatro alfabetos que se utilizan para escribir el idioma sindi, los otros son el persoárabe, el khojki y el devanagari. Era utilizado ampliamente por comerciantes y mercaderes para registrar cuentas y cobró importancia a medida que comenzó a usarse para registrar información secreta de otros grupos y reinos.
El khudabadi moderno tiene 37 consonantes, 10 vocales, 9 signos diacríticos vocálicos agregados a las consonantes, 3 signos misceláneos, un símbolo para los sonidos nasales (anusvara), un símbolo para los conjuntivos (virama) y 10 cifras numéricas como muchas otras escrituras índicas. Los nukta han sido tomados prestados del devanagari para representar signos adicionales que se encuentran en árabe y persa, pero que no se encuentran en sindi. Se escribeb de izquierda a derecha, como el devanagari. Sigue el patrón natural y el estilo de otros alfabetos landa.

## Orígenes

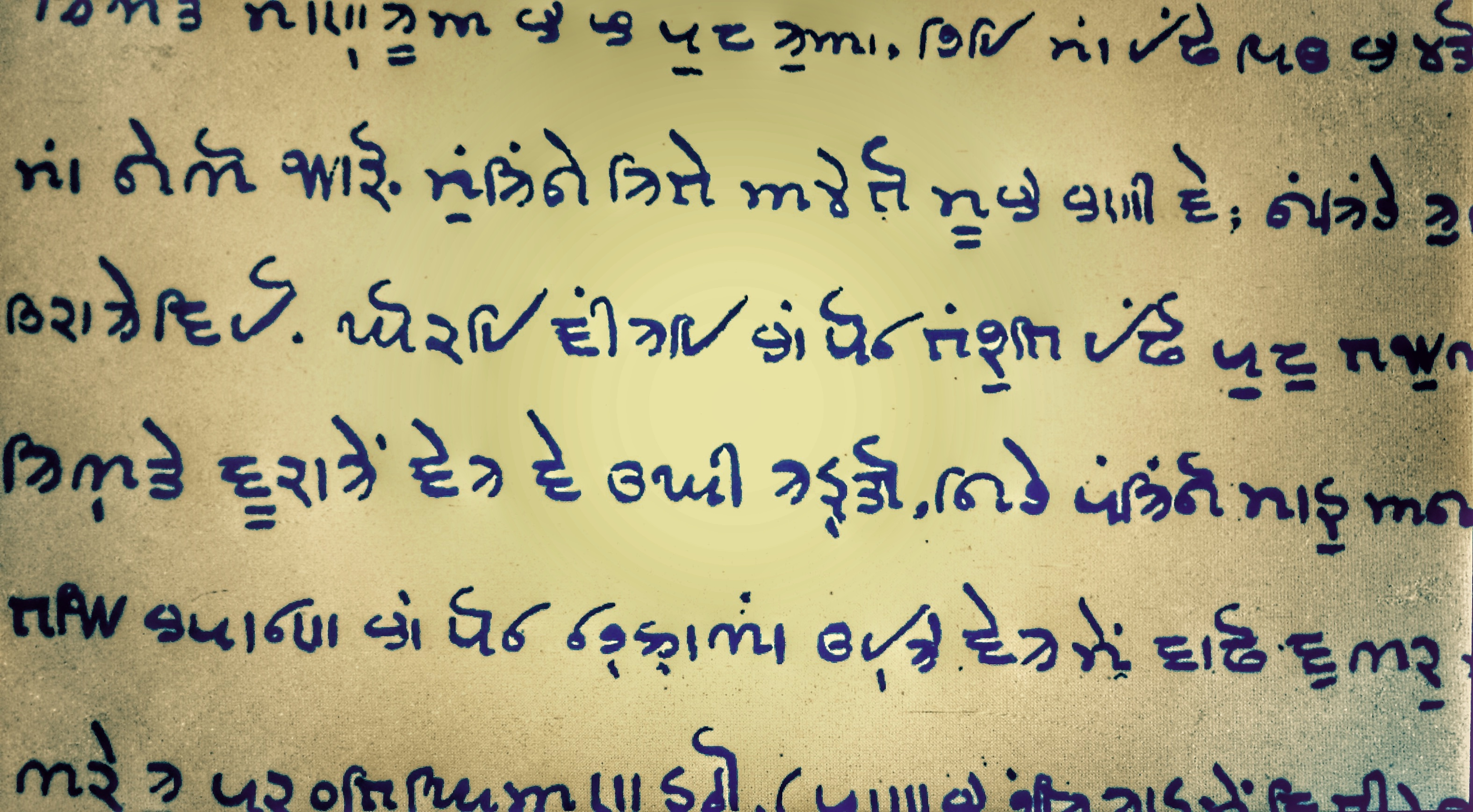
Registros comerciales en idioma sindi y escritura khudabadi

El alfabeto khudabadi tiene sus raíces en el alfabeto brahmi, como la mayoría de los idiomas indios, tibetanos y del sudeste asiático. A primera vista su forma es diferente de otras escrituras índicas como el bengalí, odia, gurmuji o devanagari, pero un examen más detenido revela que son similares excepto por los ángulos y la estructura.
El khudabadi es un alfasilabario en el que todas las consonantes tienen una vocal inherente. Los matras se utilizan para cambiar la vocal inherente. Las vocales que aparecen al principio de una palabra se escriben como letras independientes. Cuando ciertas consonantes ocurren juntas, se utilizan símbolos conjuntos especiales que combinan las partes esenciales de cada letra.
La escritura khudabadi fue creada por la diáspora sindi que residía en Khudabad para enviar mensajes escritos a los familiares que vivían en sus lugares de origen. Debido a su simplicidad, el uso de este alfabeto se extendió muy rápidamente y obtuvo la aceptación en otros grupos sindis para enviar cartas y mensajes escritos. Continuó utilizándose durante un largo período de tiempo. Debido a que se originó en Khudabad, se le llamó escritura khudabadi.
Los comerciantes sindis comenzaron a mantener sus cuentas y otros libros comerciales en este nuevo alfabeto. El conocimiento del alfabeto khudabadi se volvió importante para contratar a personas que tenían la intención de ir al extranjero para que sus cuentas y libros comerciales puedieran mantenerse en secreto de personas extranjeras y de funcionarios gubernamentales. Las escuelas comenzaron a enseñar el idioma sindi en escritura khudabadi.
Actualmente, el idioma sindi  se escribe generalmente con alfabeto persoárabe, pero pertenece a la familia de idiomas indo-arios y más del setenta por ciento de las palabras sindis son de origen sánscrito. El historiador Al-Biruni ha documentado el sindhi en otras tres escrituras: ardhanagari, mahajani y khudabadi, todas ellas de la familia del devanagari.
Después de la derrota de Mir Nasir Khan Talpur, comenzó el dominio británico en Sind. Cuando llegaron los británicos, encontraron a los pandits escribiendo sindi en devanagari, mujeres hindúes que usaban gurmuji, sirvientes del gobierno que usaban alfabeto perso-árabe y comerciantes que mantenían sus registros comerciales en khudabadi, que era completamente desconocido para los británicos en ese momento. Los británicos lo llamaron 'hindu sindhi' para diferenciarlo del sindhi escrito en escritura arábiga.
Los eruditos británicos, viendo que el idioma sindhi estaba más cerca del sánscrito, consideraron que la escritura devanagari sería adecuada para este, mientras que los funcionarios del gobierno favorecieron la escritura árabe, ya que no conocían el devanagari y debían aprenderlo. Comenzaría así un debate, con el capitán Richard Francis Burton a favor de la escritura árabe y el capitán Stack a favor del devanagari.
Bartle Frere, Comisionado de Sind, luego remitió el asunto al Tribunal de Directores de la Compañía Británica de las Indias Orientales, que ordenó que:
- El idioma sindi en escritura árabe se utilizará para uso en la oficina del gobierno, debido a que los nombres musulmanes no se pueden escribir en devanagari.
- El Departamento de Educación debe dar instrucciones a las escuelas en la escritura del sindi que puedan satisfacer las circunstancias y los prejuicios de mahometanos e hindúes. Se cree necesario tener escuelas de árabe sindi para musulmanes donde se empleará la escritura árabe para enseñar y tener escuelas hindú sindi para hindúes donde se empleará la escritura de khudabadi para enseñar.

En el año 1868, la presidencia de Bombay asignó a Narayan Jagannath Vaidya (inspector adjunto de educación de Sind) para sustituir el alifato árabe utilizado para el sindi con la escritura khudabadi. El alfabeto fue decretado como la escritura estándar modificada con diez vocales por la Presidencia de Bombay. Sin embargo, la escritura khudabadi del idioma sindi no avanzó más. Los comerciantes continuaron manteniendo sus registros en este alfabeto hasta la independencia de Pakistán en 1947.
La escritura actual que se usa predominantemente en Sind, así como en muchos estados de la India y en otros lugares, donde inmigrantes hindúes sindhi se han asentado, es árabe en estilo nasji con 52 letras. Sin embargo, en algunos círculos de la India, el khudabadi y devanagari aún se  utilizan para escribir sindi. El gobierno de la India reconoce ambas escrituras.

## Alfabeto

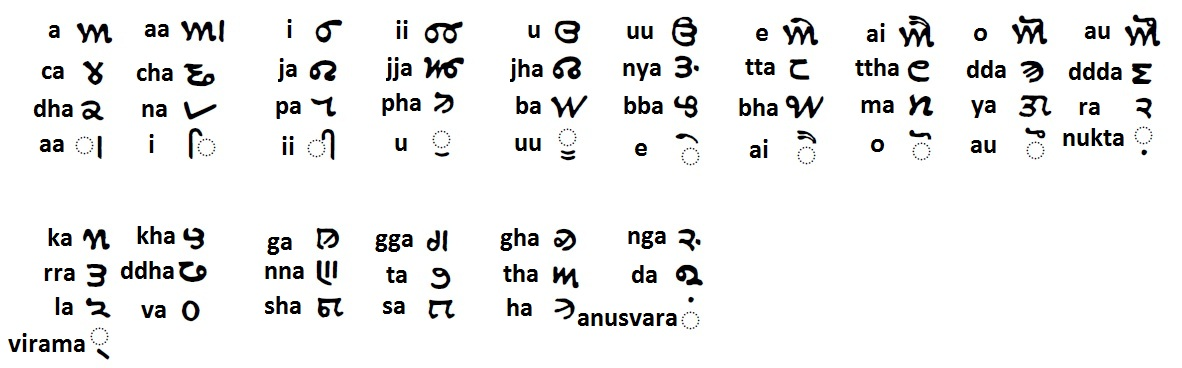
Tabla de las letras khudabadi

| 𑊰 | 𑊱 | 𑊲 | 𑊳 | 𑊴 | 𑊵  | 𑊶 | 𑊷 | 𑊸 | 𑊹 |
| - | - | - | - | - | -- | - | - | - | - |
| ə | a | ɪ | i | ʊ | uː | e | ɛ | o | ɔ |

| k | kʰ | kʰ | ɡ | ɠ | ɡʱ |   | ŋ |  |  |
| 𑋀 | 𑋁  | 𑋁  | 𑋂 | 𑋃 | 𑋄  |   | 𑋅 |  |  |
| c | cʰ | cʰ | ɟ | ʄ | ɟʱ |   | ɲ |  |  |
| 𑋆 | 𑋇  | 𑋇  | 𑋈 | 𑋉 | 𑋋  | 𑋊 | 𑋌 |  |  |
| ʈ | ʈʰ | ʈʰ | ɖ | ɗ | ɽ  | ṛ | ɳ |  |  |
| 𑋍 | 𑋎  | 𑋎  | 𑋏 |   | 𑋐  |   | 𑋑 |  |  |
| t | tʰ | tʰ | d |   | dʱ |   | n |  |  |
| 𑋒 | 𑋓  | 𑋓  | 𑋔 | 𑋕 | 𑋖  |   | 𑋗 |  |  |
| p | pʰ | f  | b | ɓ | bʱ |   | m |  |  |
| 𑋘 | 𑋙  | 𑋚  | 𑋛 |   |    |   |   |  |  |
| j | r  | l  | ʋ |   |    |   |   |  |  |
| 𑋜 |    | 𑋝  | 𑋞 |   |    |   |   |  |  |
| ʃ |    | s  | h |   |    |   |   |  |  |

## Unicode
El script Khudabadi se agregó al estándar Unicode en junio de 2014 con el lanzamiento de la versión 7.0.
Khudabadi se utiliza como codificación unificada para todas las escrituras sindhi excepto Khojki, porque cada escritura sindhi lleva el nombre de la aldea mercantil en la que se usó, y la gran mayoría no está lo suficientemente desarrollada para ser codificada. Los scripts locales pueden codificarse en el futuro, pero en la actualidad, se recomienda que Khudabadi represente todos los sindhi basados en Landa que se han utilizado.
El bloque Unicode para Khudabadi, llamado Khudawadi, es U+112B0 – U+112FF:
| Khudawadi Official Unicode Consortium code chart (PDF)                              |   |   |   |   |   |   |   |   |   |   |   |   |   |   |   |   |
|                                                                                     | 0 | 1 | 2 | 3 | 4 | 5 | 6 | 7 | 8 | 9 | A | B | C | D | E | F |
| U+112Bx                                                                             | 𑊰 | 𑊱 | 𑊲 | 𑊳 | 𑊴 | 𑊵 | 𑊶 | 𑊷 | 𑊸 | 𑊹 | 𑊺 | 𑊻 | 𑊼 | 𑊽 | 𑊾 | 𑊿 |
| U+112Cx                                                                             | 𑋀 | 𑋁 | 𑋂 | 𑋃 | 𑋄 | 𑋅 | 𑋆 | 𑋇 | 𑋈 | 𑋉 | 𑋊 | 𑋋 | 𑋌 | 𑋍 | 𑋎 | 𑋏 |
| U+112Dx                                                                             | 𑋐 | 𑋑 | 𑋒 | 𑋓 | 𑋔 | 𑋕 | 𑋖 | 𑋗 | 𑋘 | 𑋙 | 𑋚 | 𑋛 | 𑋜 | 𑋝 | 𑋞 | 𑋟  |
| U+112Ex                                                                             | 𑋠  | 𑋡  | 𑋢  | 𑋣  | 𑋤  | 𑋥  | 𑋦  | 𑋧  | 𑋨  | 𑋩  | 𑋪  |   |   |   |   |   |
| U+112Fx                                                                             | 𑋰 | 𑋱 | 𑋲 | 𑋳 | 𑋴 | 𑋵 | 𑋶 | 𑋷 | 𑋸 | 𑋹 |   |   |   |   |   |   |
| Notas Desde la versión Unicode 13.0 Las áreas grises indican segmentos no asignados |   |   |   |   |   |   |   |   |   |   |   |   |   |   |   |   |